# Kanzel (Ars-en-Ré)

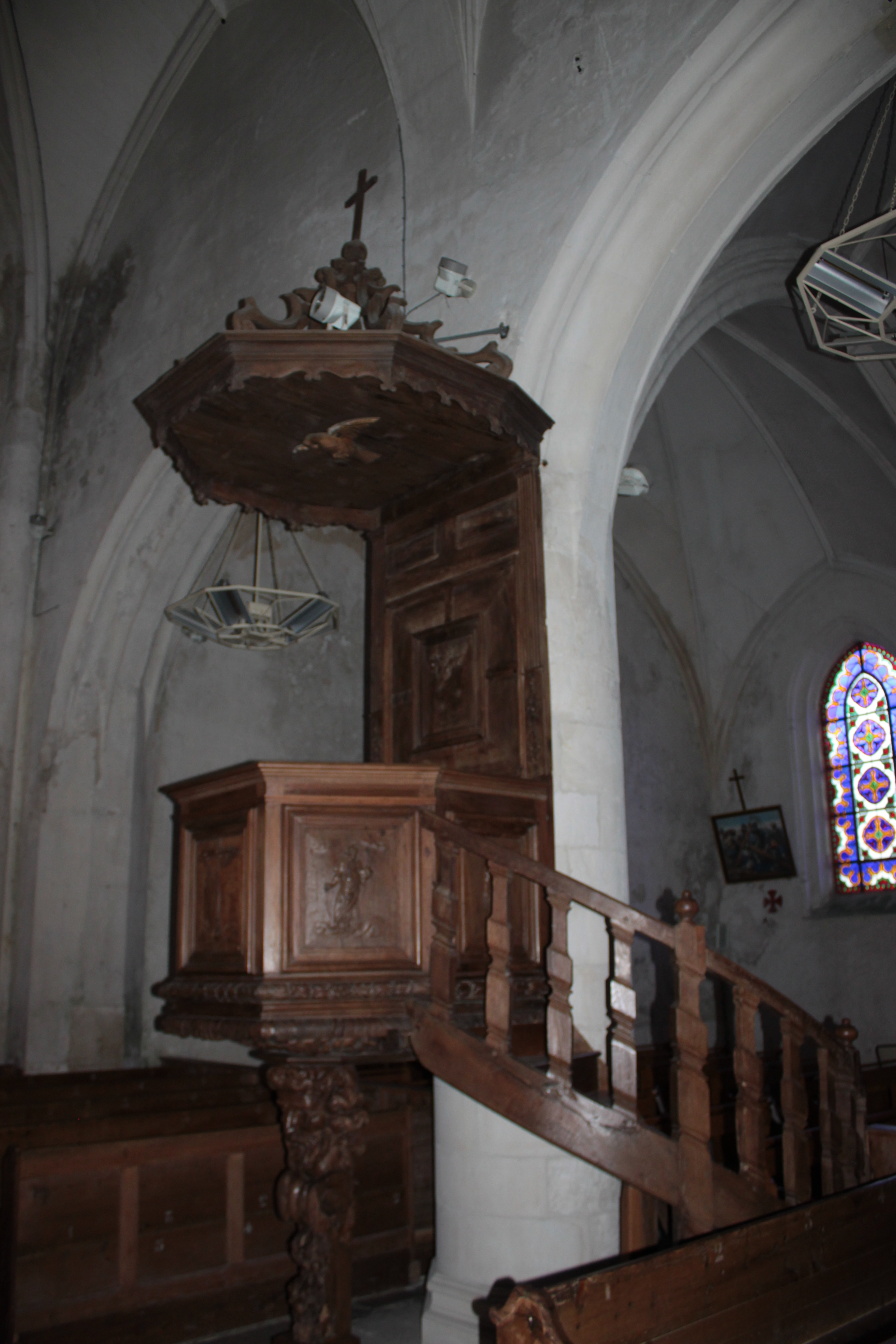
Kanzel in Ars-en-Ré

Die Kanzel in der Kirche St-Étienne in Ars-en-Ré, einer französischen Gemeinde im Département Charente-Maritime der Region Nouvelle-Aquitaine, wurde 1614 geschaffen. Die Kanzel aus Nussbaumholz wurde 1938 als Monument historique in die Liste der geschützten Objekte (Base Palissy) in Frankreich aufgenommen.
Die Kanzel ist 4,33 Meter hoch und besitzt eine Treppe mit Baluster. Der sechseckige Kanzelkorb ist mit Reliefs der Apostel Petrus, Paulus und Johannes sowie Jesus am Kreuz und dem heiligen Franz von Assisi versehen. An der Unterseite des Schalldeckels ist eine Heiliggeisttaube angebracht. Der Schalldeckel wird von einem Kreuz bekrönt.
Der Kanzelfuß ist in Form eines bärtigen Mannes geschnitzt.